# Ride de Lord Howe
Pour les articles homonymes, voir Howe.

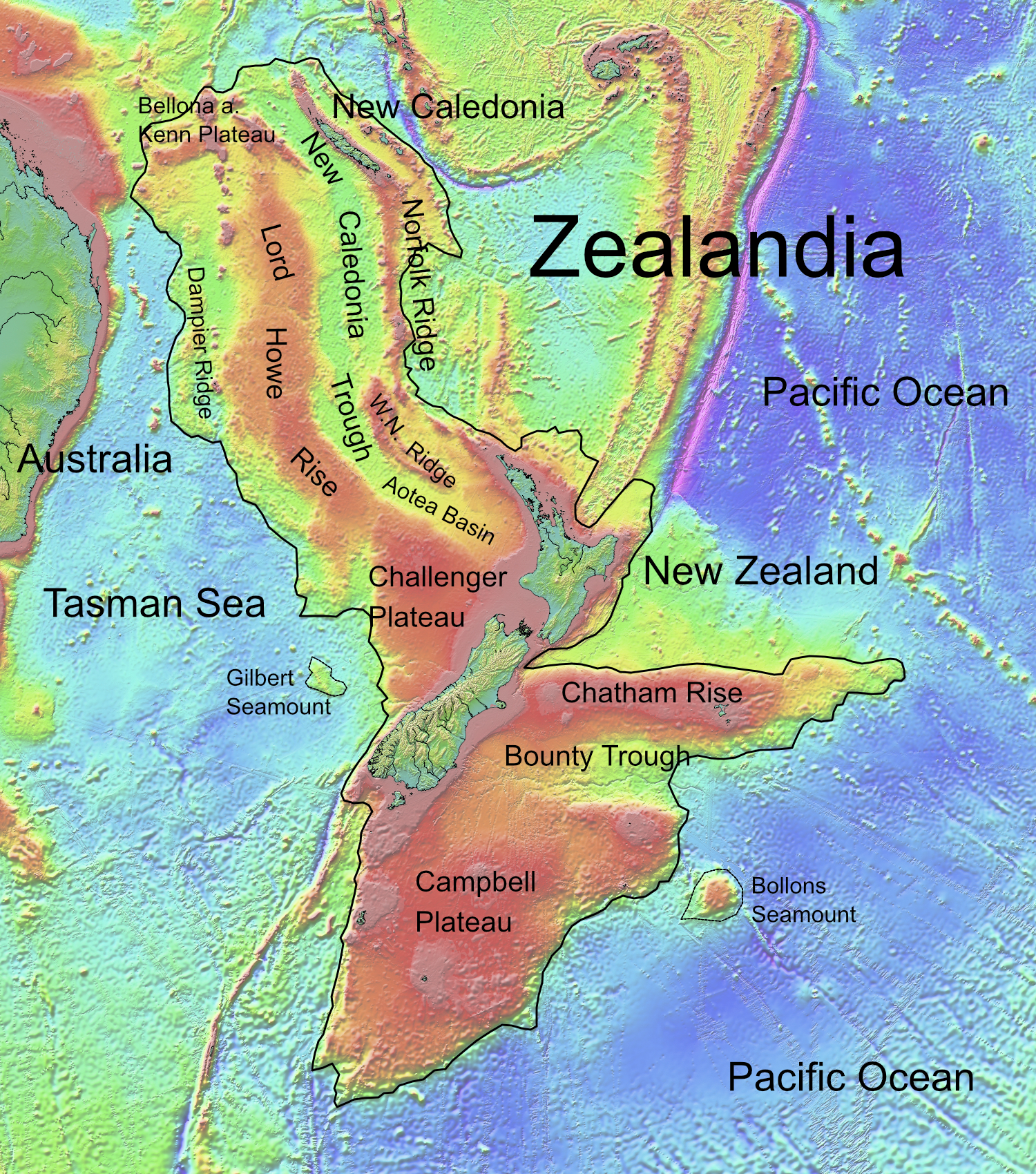
Topographie de Zealandia

La ride Lord Howe est un morceau  de la croûte continentale, s'étendant du sud-ouest de la Nouvelle-Calédonie au plateau Challenger à l'ouest de la Nouvelle-Zélande. Elle est séparée à l'est de la ride de Norfolk par le bassin de Nouvelle-Calédonie (rift), et l'ouest de l'Australie par le bassin de Tasman. Le plateau Lord Howe recouvre environ 1 500 000 km² et se situe à une profondeur de 1 500 à 2 500 mètres ,.

## Formation
Elle fait partie de Zealandia, un continent beaucoup plus grand aujourd'hui presque entièrement submergé. Zealandia fut séparé de l'est de l'Australie par un rift de dorsale active il y a environ 80 à 60 millions d'années et se situe aujourd'hui à environ 800 km à l'est des côtes australiennes.
La chaîne de Lord Howe fut formée par l'expansion des fonds océaniques, qui entraîna aussi la création de la mer de Tasman.
On y trouve l'île Lord Howe et la pyramide de Ball, vers le centre-est d'une région appelée la plateforme de Lord Howe. Ces émergences se sont formées durant le Miocène, période pendant laquelle cette partie de Zélandia se situait au-dessus du point chaud dit de 'Lord Howe'. En fait Lord Howe fut le dernier des volcans en éruption au niveau de la chaîne
La chaîne de montagnes sous-marines de Lord Howe s'étend en direction du nord. Elle fournit un habitat pour une grande variété d'espèces marines, qui attirent les pêcheurs commerciaux mais elle couvre en fait une très petite zone, constituant moins de 1% du secteur de la chaîne de Lord Howe Rise.
Plus au nord se trouve le récif  Elizabeth (en) et celui de  Middleton (en), constituant une partie des îles de la mer de Corail, qui ensemble avec les récifs entourant l'île Lord Howesont les plus au sud des récifs de corail de la Terre.

## Environnement
Le fond marin au niveau du rehaussement est essentiellement sablonneux avec de la boue et quelques excroissances volcaniques avec des graviers et des blocs de rochers.
Le Coris bulbifrons y est endémique sur les récifs mais uniquement au niveau de Lord Howe Rise et le West Norfolk Rise.

## Ressources
La plus grande partie du bassin reste inexplorée en ce qui concerne la présence de réserves de pétrole ou de gaz naturel.